# Anjou Margit nápolyi királyi hercegnő
Anjou-Szicíliai Margit (1273 – 1299. december 31.) II. Károly nápolyi király és Árpád-házi Mária magyar királyi hercegnő (V. István magyar uralkodó gyermeke) leánya.
Unokaöccse nem más volt, mint (Anjou) Károly Róbert magyar király.
1290. augusztus 16-án, Corbeil-ben a 17 éves Margit nőül ment a 20 éves Valois Károly grófhoz, akinek hat gyermeket szült:
- Izabella (1292-1309), férje III. János breton herceg, gyermekeik nem születtek
- Fülöp (1293-1350. augusztus 22.)
- Johanna (1294-1342)
- Margit (1295-1342)
- Károly (1297-1346)
- Katalin (1299-ben született, halála időpontja ismeretlen)

1299. december 31-én, 26 esztendősen halt meg, valószínű, hogy szülés vagy gyermekágyi láz következtében. Károly még kétszer nősült ezután, s 1325. december 16-án, 55 évesen hunyt el.